# André Canivez
Pour les articles homonymes, voir Canivez.
André Canivez, né le 12 juillet 1887 à Escaudain (Nord) et mort le 30 juillet 1970 à Sarrebourg (Moselle) des suites d'un accident de la route, est un homme politique français.

## Biographie
Enseignant, il commence sa carrière après une conduite exemplaire pendant la Première Guerre mondiale en étant élu au conseil municipal de Douai.
Il devient conseiller général du canton de Douai-Sud-Ouest en 1945 puis maire de Douai cinq ans plus tard. le 7 novembre 1948, il devient  sénateur du Nord
En 1959, il publie "Un quart de siècle au service de Douai et des Douaisiens". 
Il meurt en 1970, d'un accident de voiture.

## Distinctions
- Officier de la Légion d'honneur en 1947[1].

- Croix de guerre 1914-1918

- Médaille militaire

- Officier de l'ordre des Palmes académiques
- Officier de l'ordre de Léopold